# Stan kwantowy

Sfera Blocha z oznaczonymi stanami kwantowymi polaryzacji

Stan kwantowy – informacja o układzie kwantowym pozwalająca przewidzieć prawdopodobieństwa wyników wszystkich pomiarów, jakie można na tym układzie wykonać. Stan kwantowy jest jednym z podstawowych pojęć mechaniki kwantowej.

## Wiedza historyczna
Poniżej można znaleźć to, co można było wiedzieć na temat stanów kwantowych w 1926 roku, kiedy np. jeszcze nie wiedziano, że mechanika falowa i mechanika macierzowa to dwie równoważne postacie mechaniki kwantowej. Bardziej ogólne i współczesne podejście można znaleźć pod hasłami stan czysty i stan mieszany.
W przypadku równania Schrödingera stan kwantowy oznacza jedną z możliwych funkcji falowych opisujących obiekt kwantowy. Natomiast w mechanice macierzowej Heisenberga jest to nieskończony wektor. Dla danego stanu kwantowego opisującego położenie cząstki w przestrzeni można podać funkcję rozkładu prawdopodobieństwa, opisującą szansę spotkania obiektu kwantowego w danym obszarze przestrzeni.

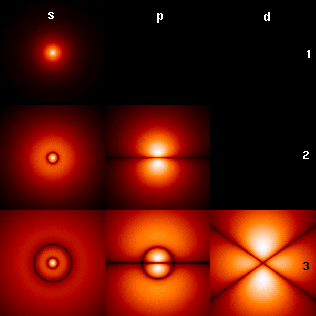
Rozkłady prawdopodobieństwa związane z kilkoma stanami atomu wodoru

Pojęcie stanu kwantowego po raz pierwszy wprowadzono, aby opisać zachowanie elektronów poruszających się wokół jądra atomu. W ujęciu mechaniki klasycznej i elektrodynamiki elektrony muszą spaść na jądro atomowe. Jednak atomy są trwałe. Zgodnie z zakazem Pauliego, każdy elektron musi znajdować się w innym stanie kwantowym. Jego stan na powłokach elektronowych (orbitalach) opisują liczby kwantowe: główna liczba kwantowa {\displaystyle n,} azymutalna liczba kwantowa {\displaystyle l} (związana z wartością własną kwadratu operatora momentu pędu {\displaystyle L^{2}}), magnetyczna liczba kwantowa {\displaystyle m} (związana z rzutem operatora momentu pędu na oś z {\displaystyle (L_{3})}) i rzut spinu na oś z oznaczany jako s. Stan kwantowy {\displaystyle |n,l,m,s\rangle } realizowany jest więc jako funkcja falowa {\displaystyle \psi _{n,l,m,s}.}
Dla nierelatywistycznego atomu wodoru poziomy energetyczne związanego elektronu zależą tylko od głównej liczby kwantowej {\displaystyle n{:}}
{\displaystyle E_{n}=-{\frac {R}{n^{2}}}.}
Elektrony o różnych pobocznych liczbach kwantowych {\displaystyle (l,m,s)} mają tę samą energię – ten fakt nazywany degeneracją widma. Elektrony mogą przechodzić tylko pomiędzy poszczególnymi stanami kwantowymi, emitując lub pochłaniając kwanty światła. Zgodnie z teorią fotonową odpowiada to odpowiedniej częstotliwości fali. Widocznym efektem tego zjawiska są linie widmowe pierwiastków.
Każdy atom danego pierwiastka pochłania lub emituje fale o określonych częstotliwościach, co pozwala na jego rozpoznanie na podstawie przepuszczonego lub wyemitowanego przez niego światła. Dzięki takiej własności materii możliwe jest dokładne określenie składu chemicznego świecącego obiektu, np. odległej gwiazdy czy planety.

### Stan czysty i mieszany
Stan kwantowy (stan czysty) reprezentowany jest przez wektor z abstrakcyjnej przestrzeni Hilberta {\displaystyle |\psi \rangle .} W mechanice falowej Schrödingera jest to przestrzeń funkcji całkowalnych z kwadratem – {\displaystyle L^{2}} a mechanice macierzowej Heisenberga przestrzeń ciągów sumowalnych z kwadratem – {\displaystyle l^{2}.}
Bardziej ogólnie, stan kwantowy reprezentowany jest przez operator samosprzężony {\displaystyle \rho } spełniający warunek
{\displaystyle Tr(\rho )=1.}
{\displaystyle Tr(A)} oznacza ślad operatora {\displaystyle A{:}}
{\displaystyle Tr(A)=\sum _{\psi }\langle \psi |A|\psi \rangle ,}
gdzie sumowanie odbywa się po ortonormalnej bazie przestrzeni Hilberta.
W mechanice kwantowej wielkości fizyczne reprezentowane są przez operatory samosprzężone {\displaystyle A\;(A=A^{\dagger }).} Nazywamy je obserwablami. Wynik pomiaru wielkości fizycznej {\displaystyle A} zależy od stanu kwantowego w jakim znajduje się układ fizyczny i dany jest w przypadku stanów czystych przez
{\displaystyle \langle A\rangle =Tr(\rho A).}
Mamy do czynienia ze stanem czystym, gdy operator gęstości {\displaystyle \rho } można przedstawić jako pewien operator rzutowy
{\displaystyle \rho =P_{\psi }=|\psi \rangle \langle \psi |,}
wtedy wynik pomiaru to
{\displaystyle \langle A\rangle =\langle \psi |A|\psi \rangle .}
Gdy jeszcze stan {\displaystyle \psi } jest stanem własnym operatora {\displaystyle A} do wartości własnej {\displaystyle a_{\psi }} to wynikiem pomiaru jest wartość własna operatora {\displaystyle A}
{\displaystyle \langle A\rangle =\langle \psi |A|\psi \rangle =a_{\psi }.}
W mechanice falowej Schrödingera stan czysty {\displaystyle |\psi \rangle } reprezentowany jest przez funkcje falową {\displaystyle \psi ({\vec {x}},t)} a wynik pomiaru wielkości fizycznej reprezentowanej przez operator {\displaystyle A} to
{\displaystyle \langle A\rangle =\int d^{3}x\psi ^{*}({\vec {x}},t)A\psi ({\vec {x}},t).}
Jeżeli operator ρ nie może być przedstawiony jako pewien operator rzutowy, to taki stan nazywamy stanem mieszanym. Możemy go wtedy przedstawić jako kombinację
{\displaystyle \rho =\sum _{\psi }w_{\psi }|\psi \rangle \langle \psi |,}
z dodatkowym warunkiem
{\displaystyle \sum _{\psi }w_{\psi }=1.}
Stany mieszane opisują sytuacje, w których nie mamy pełnej wiedzy o układzie kwantowym. Liczby {\displaystyle w_{\psi }} można interpretować jako prawdopodobieństwo znalezienia układu w stanie {\displaystyle \psi .}

### Potwierdzenia eksperymentalne

Eksperyment z dwoma szczelinami, gdzie kwant (foton lub elektron) za każdym razem różnie uderzał w ekran, a miejsca uderzeń z wszystkich prób dały obraz prążków (interferencyjny) natury falowej z obu szczelin naraz

Stan kwantowy mieszany jest stanem niezdeterminowanej superpozycji i zgodnie z wynikami badań nie ma żadnych cząstek elementarnych, a więc i innych obiektów składających się z nich, póki nie nastąpi jego kolaps (pomiar) eliminujący superpozycję. Aczkolwiek w skali makroskopowej obiekty dekoherują poprzez liczne następujące po sobie niemal natychmiastowe kolapsy superpozycji do stanów tylko mieszanych, determinujących określone wyniki w zgodzie z mechaniką klasyczną. Każdy taki pojedynczy kolaps (pomiar) następuje po swoim przeskoku kwantowym z poprzedniego stanu. To tzw. dekoherencja środowiskowa. Im obiekt jest większy makroskopowo, tym więcej ma splątanych kwantów w stanach mieszanych determinujących klasyczne zachowania, trudniej te stany wykrywać i coraz szybciej ulegają kolapsowi. Dlatego w makroskopowym świecie zwykłych obiektów nie zauważa się efektów kwantowych, typu nielokalność, a jedynie klasyczne. W 1991 roku X.Y. Zou, Lei Wang i Leonard Mandel z Uniwersytetu Roacher w Nowym Jorku przeprowadzili eksperyment z dwiema szczelinami w którym wykorzystano parę splątanych fotonów. Pierwszy foton był przechodzący do ekranu a drugi służył za odległy detektor wskazania toru pierwszego fotonu aż do kolapsu (pomiaru) na ekranie. Dodatkowo wstawiano zaporę na jednej z trajektorii drugiego fotonu (blokując detekcję toru) tak, że odległy pierwszy foton uderzał bezpośrednio ekran ze stanu superpozycji obu szczelin (wyniki powtarzalne dawały cały obraz interferencji falowej z dwóch szczelin naraz na ekran). Natomiast podczas prób w których tej zapory nie umieszczano, odległy pierwszy foton uderzał w ekran będąc w stanie mieszanym przez jedną albo drugą szczelinę (w trajektorii liniowej). Przełączanie tak zaporą potwierdziło kolaps superpozycji do stanu mieszanego kwantów (dwóch splątanych fotonów), determinującego określony wynik przez jedną tylko szczelinę (z dwóch możliwych) w zgodzie z mechaniką klasyczną, a nie do superpozycji tych kwantów przez dwie szczeliny naraz (jak w paradoksie kota Schrödingera, kiedy kot jest jednocześnie w dwóch stanach naraz: żywym i martwym). Kwant otoczenia (dokonywujący pomiaru innego splątanego kwantu) zamienia więc stan kwantowy (niezdeterminowanej superpozycji) w stan mieszany (zdeterminowany).